# Enciclopedia universal ilustrada europeo-americana

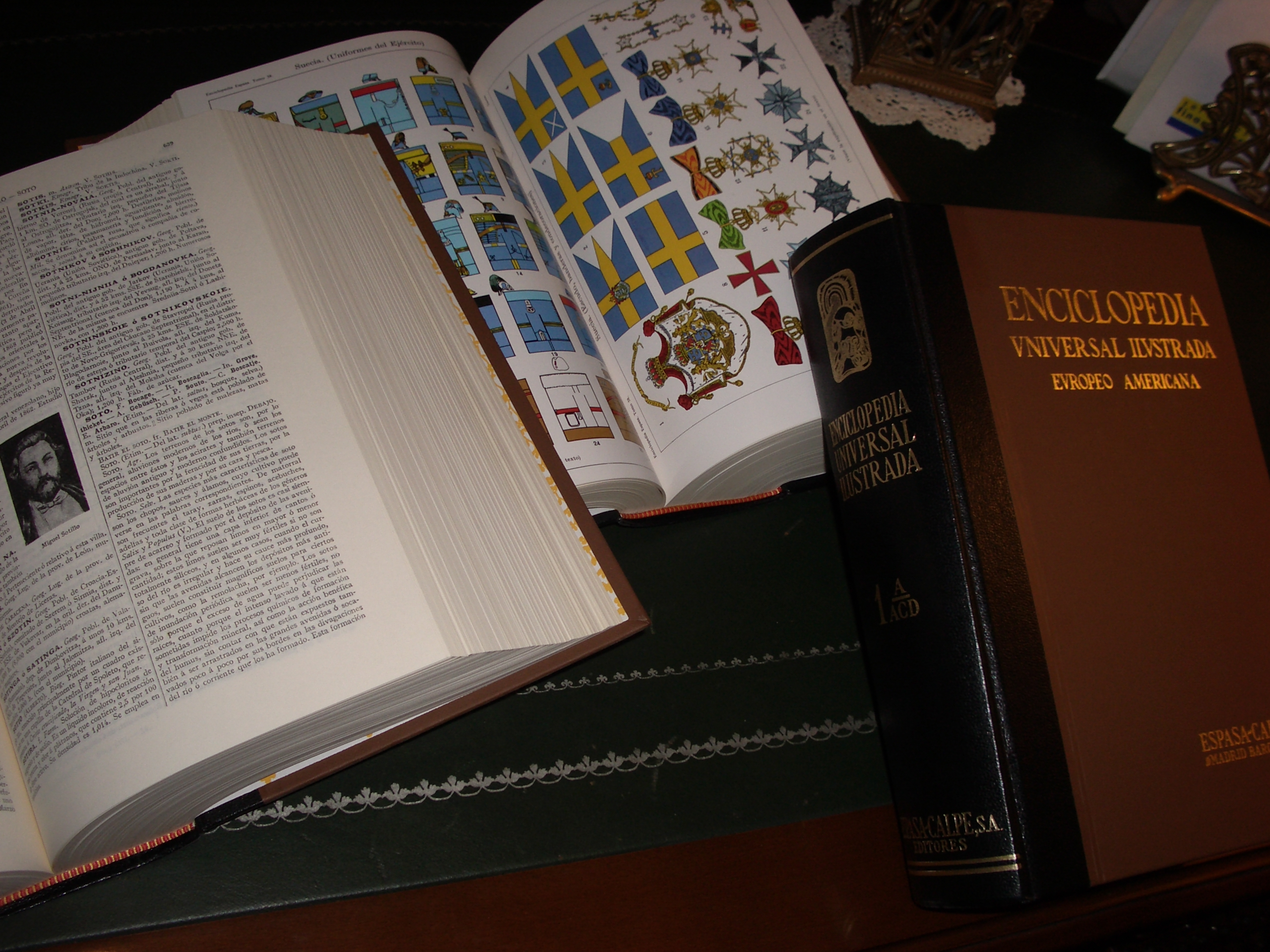
Tre band där bindning, färgtryck och någon artikel kan ses.

Enciclopedia universal ilustrada europeo-americana, även Enciclopedia Espasa, är ett spanskt uppslagsverk.
Förmodligen världens till omfånget största uppslagsverk i bokform. Verket omfattar, i sin senaste samlarutgåva (2004), 90 band på sammanlagt över 131 000 sidor och mer än 850 000 uppslagsord. Verket började ges ut 1907.

## Historia
’’Espasa’’ är uppkallat efter förläggaren José Espasa i Barcelona. I sitt grundutförande omfattar verket 70 band i 72 böcker om ca 1500 tvåspaltade sidor vardera plus 10 tilläggsband och gavs ut mellan 1905 och 1933.. Verket har sedan kompletterats med årliga supplement, men dessa är inte upplagda strängt lexikaliskt.
Med supplementen inräknade omfattade verket 119 band (122 (böcker) och 180.000 sidor, 210 miljoner ord och fem miljoner litteraturreferenser (2012).